# 緊急着陸

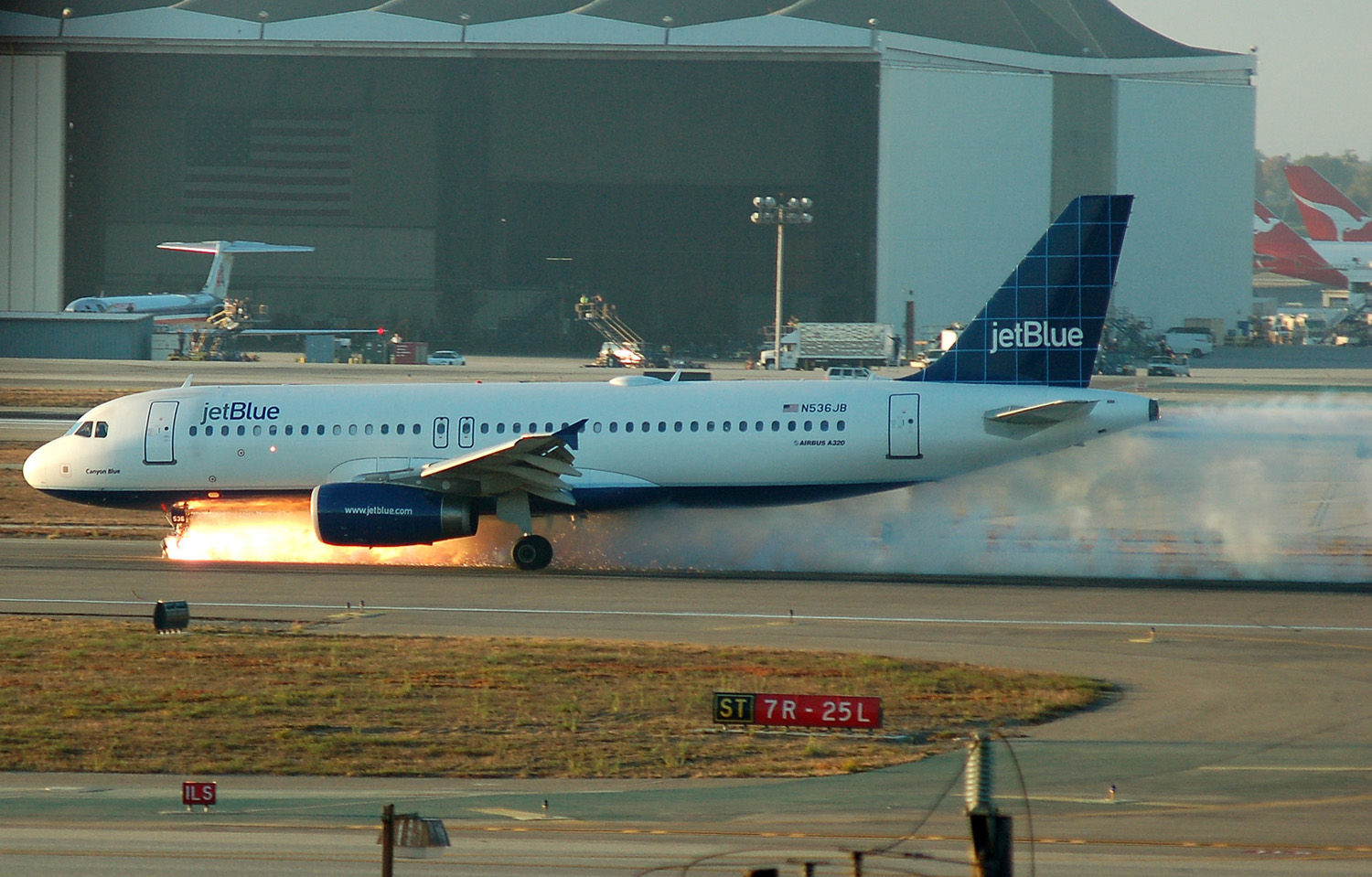
ロサンゼルス国際空港に緊急着陸するジェットブルー航空292便

緊急着陸（きんきゅうちゃくりく、英: emergency landing）とは、航空機の安全運航に対する切迫もしくは継続した脅威、または搭乗中の乗客もしくは乗務員に生じた突発的な事案（例:急患発生）などの緊急事態に対処するため、航空機を速やかに着陸させることをいう。具体的には、最も近いまたは適切な飛行場への目的地外着陸 (forced diversion) のほか、飛行場まで到達できない場合の不時着 (forced landing) または不時着水 (ditching) などが含まれる。緊急着陸を行う航空機は、他の航空機に優先して着陸が許可される。

## 分類
航空機の 緊急着陸 (emergency landing) は、次のように分類される。
不時着 (forced landing)
何らかの技術的問題により、着陸を余儀なくされた場合をいう。機体に重大な障害が発生し、または、その発生が差し迫った場合は、どこであっても、速やかに着陸することが重要となる。特に、動力系統、油圧系統、操縦装置などの重要な系統に故障または損傷が発生した場合は、滑走路がなくても着陸しなければならない。その場合、パイロットが何よりも重視するのは、死傷者の発生を可能な限り防止することである。よって、墜落 (crash)や不時着水するのを避けるため、航空機がまだ飛行可能な状態であるにもかかわらず不時着することもあり得る。
予防着陸 (precautionary landing)
飛行中の予期しない状況の変化、または異常もしくは緊急事態の発生に伴い、危険を避けるためにあらかじめ着陸すること。例えば、機体の故障、急患の発生、事件の発生などによるものが考えられる。着陸地点を発見し、決定するのが早いほど、故障の進展、天候の悪化などによる状況の悪化を回避するのが容易になる。
不時着水 (ditching)
水上に不時着することをいう。着水した航空機は、水に浮くように設計されたものを除き、やがては沈没してしまう。ただし、損傷の程度によっては、数時間にわたって浮いている場合がある。

## 要領
エンジンが停止した状態で不時着する場合、固定翼機は滑空により着陸するが、回転翼機はオートローテーションにより速度と引き換えに高度を得ることで機体を制御しながら着陸する。パイロットは、例えば、1発のエンジンが停止した場合を想定し、降着地域を選定し、適切な速度で降下し、安全に着陸するというような緊急操作訓練を行っている。
動力装置を有する航空機であっても、着陸時には、通常、ほとんど動力を用いていない。このため、滑空またはオートローテーションで到達できる距離内に着陸適地があれば、人員の負傷や機体の損傷を生じることなく緊急着陸できる場合が多い。小型機の場合は、野原、道路、または川岸の砂利の上でも安全に着陸できる（フロートが装備されていれば、水上にも着陸できる）。これに対し、重量が重く、着陸速度が速い中・大型機の場合は、舗装された長い滑走路が必要となる。

## 主要事例
旅客機の緊急着陸は、そのほとんどは事故にならずに済んでいる。ただし、緊急着陸は、本質的に不確実なものであり、落着 (crash landing) などの事故につながる可能性が常に存在する。アイルランドのシャノン空港は、東行きの大西洋横断飛行を開始後、最初に通過する主要空港であるため、緊急着陸に用いられる回数が多いことで知られる。

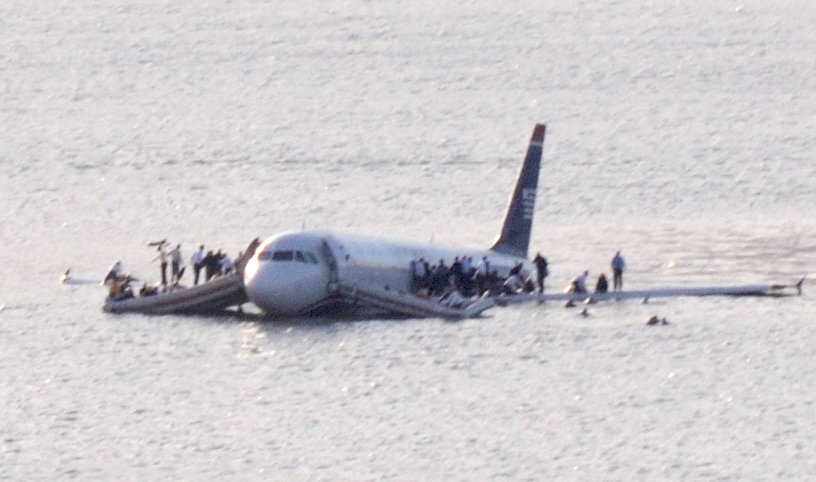
ハドソン川に不時着水したUSエアウェイズ1549便

- 1940年2月5日、沖縄から台北へ向かう大日本航空機（ダグラス DC-2）が右エンジンに不調をきたし、沖縄県尖閣諸島魚釣島沖合に不時着水（大日本航空阿蘇号不時着事故）。機体は胴体が真っ二つになったが、乗員・乗客13人は魚釣島に上陸して無事[4]。
- 1983年7月23日、エア・カナダの ボーイング767がカナダにおいて燃料切れのため緊急着陸した。この事例は、ギムリー・グライダーと呼ばれる。
- 1982年6月24日、ブリティッシュ・エアウェイズ9便（ボーイング747）が、クアラルンプールから西オーストラリア州のパースに向かう途中で火山灰の噴煙を吸い込み、4つのエンジンすべてが停止した。その後、3つのエンジンの再起動に成功し、最終的にはジャカルタのハリム・ペルダナクスマ国際空港に目的地外着陸した。
- 1988年4月28日、アロハ航空243便（ボーイング737）が、 約35平方メートル（約380平方フィート）のアルミ外板が胴体から分離して爆発的減圧 (explosive decompression) が発生し、マウイ島のカフルイ空港に目的地外着陸を行った。キャビンの減圧により1名の客室乗務員が機外に吸い出されたが、それ以外の乗員・乗客は全員無事だった[5]。

- 1988年5月24日、 タカ航空110便（ボーイング737）が悪天候のために両エンジン停止状態になったが、ニューオリンズ郊外のアメリカ航空宇宙局ミシュー組立施設（英語版）の草地の堤防に無動力着陸 (deadstick landing) することに成功した。乗客が軽傷を負い、機体に軽度の損傷が生じた。エンジンメーカーであるCFMインターナショナルは、調査結果に基づき、エンジンの不時停止を防止するための設計変更を行った。

- 1989年2月24日、ユナイテッド航空811便（ボーイング747）が、貨物ドアの故障により機体の一部が9名の乗客と一緒に分離して機内の急減圧が発生し、オアフ島のホノルル国際空港に緊急着陸した[6]。
- 2001年8月24日、エア・トランザット236便（エアバスA330）が大西洋上で燃料漏れを起こし、アゾレス諸島に不時着した。
- 2011年11月1日、 LOTポーランド航空16便（ボーイング767）が、油圧系統に故障が発生し、ポーランドのワルシャワ・ショパン空港に胴体着陸 (belly landing) した。負傷者はなかった[7]。
- 1977年4月4日、サザン航空242便 (DC-9) が、雷雨の中を飛行したことにより、両方のエンジンが停止した。空港まで滑空することができず、アメリカ合衆国ジョージア州ニューホープの高速道路に緊急着陸を試みたものの、落着 (crash landing) した。燃料が大量に残っていたため、ハードランディング (hard landing) した際に機体が炎上し、多数の乗員・乗客と地上にいた数名が死亡した。
- 1989年7月19日、ユナイテッド航空232便 (DC-10) が、アメリカ合衆国アイオワ州スーシティに不時着したものの、大破した。
- 1983年6月2日、エアカナダ797便 (DC-9) が、キャビン内で火災が発生し、シンシナティ・ノーザンケンタッキー国際空港に緊急着陸したものの、火災により多くの乗客が死亡した。
- 2007年4月29日、TUIエアウェイズ253便（ボーイング757）が、離陸時に右側エンジンに鳥を吸い込み、予防着陸した[8]。